# Abdij van Vorst

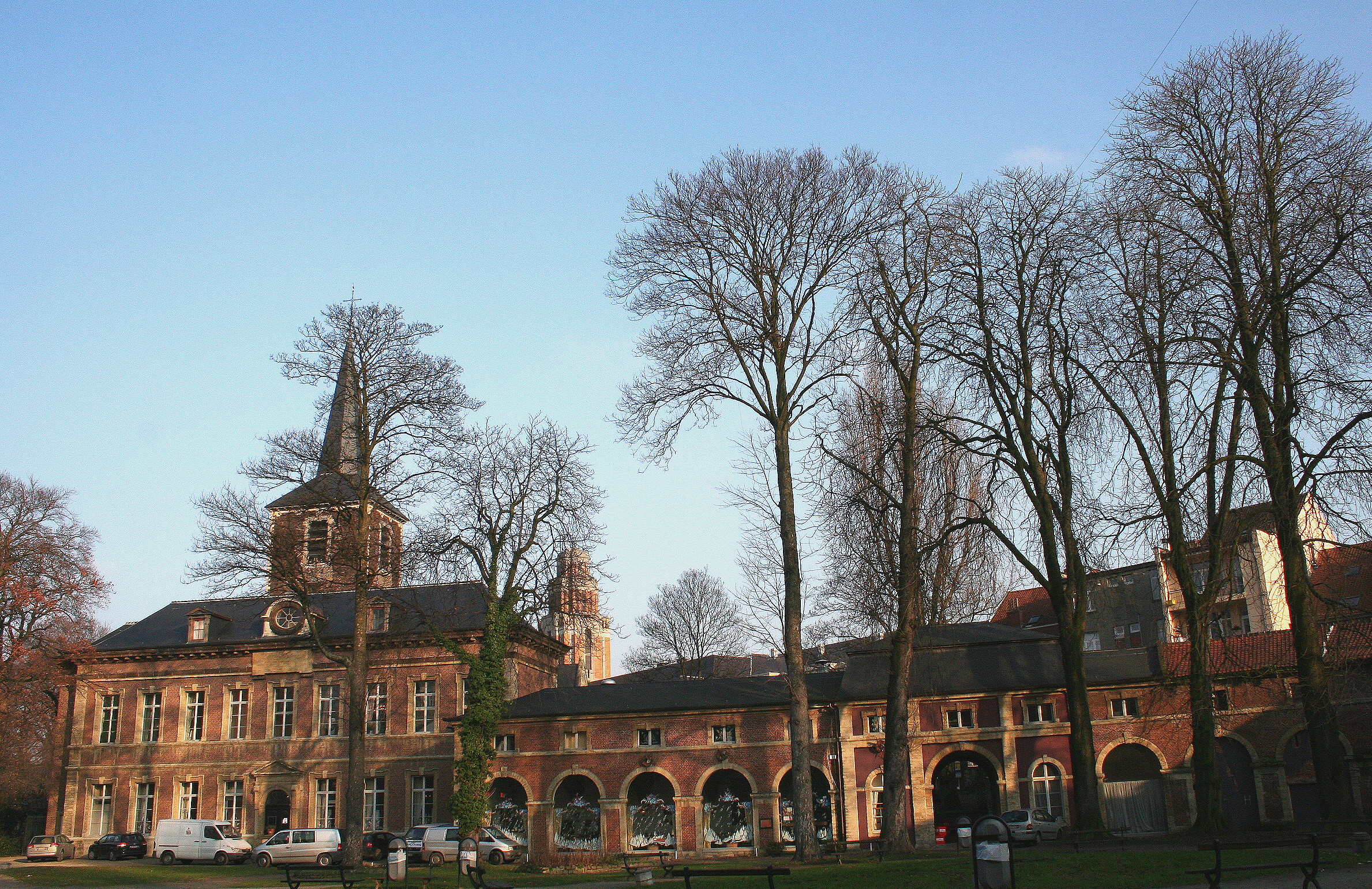
Het ereplein, met links de zogenaamde "priorij" (het gastenverblijf) en rechts het begin van de halfcirkelvormige aanbouw. In de achtergrond de torens van de Sint-Denijskerk en van het gemeentehuis.

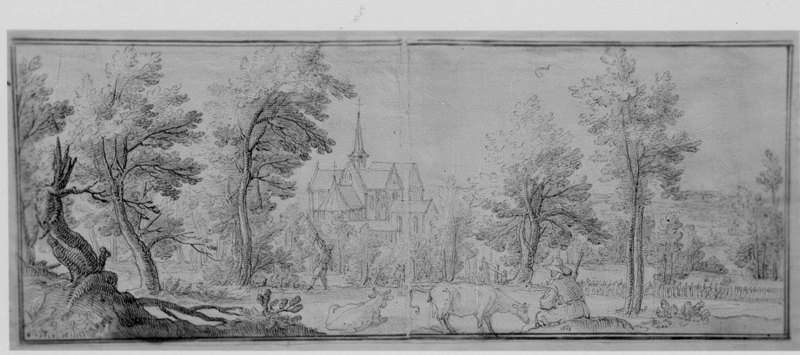
Abdijkerk getekend door Remigio Cantagallina (1613)

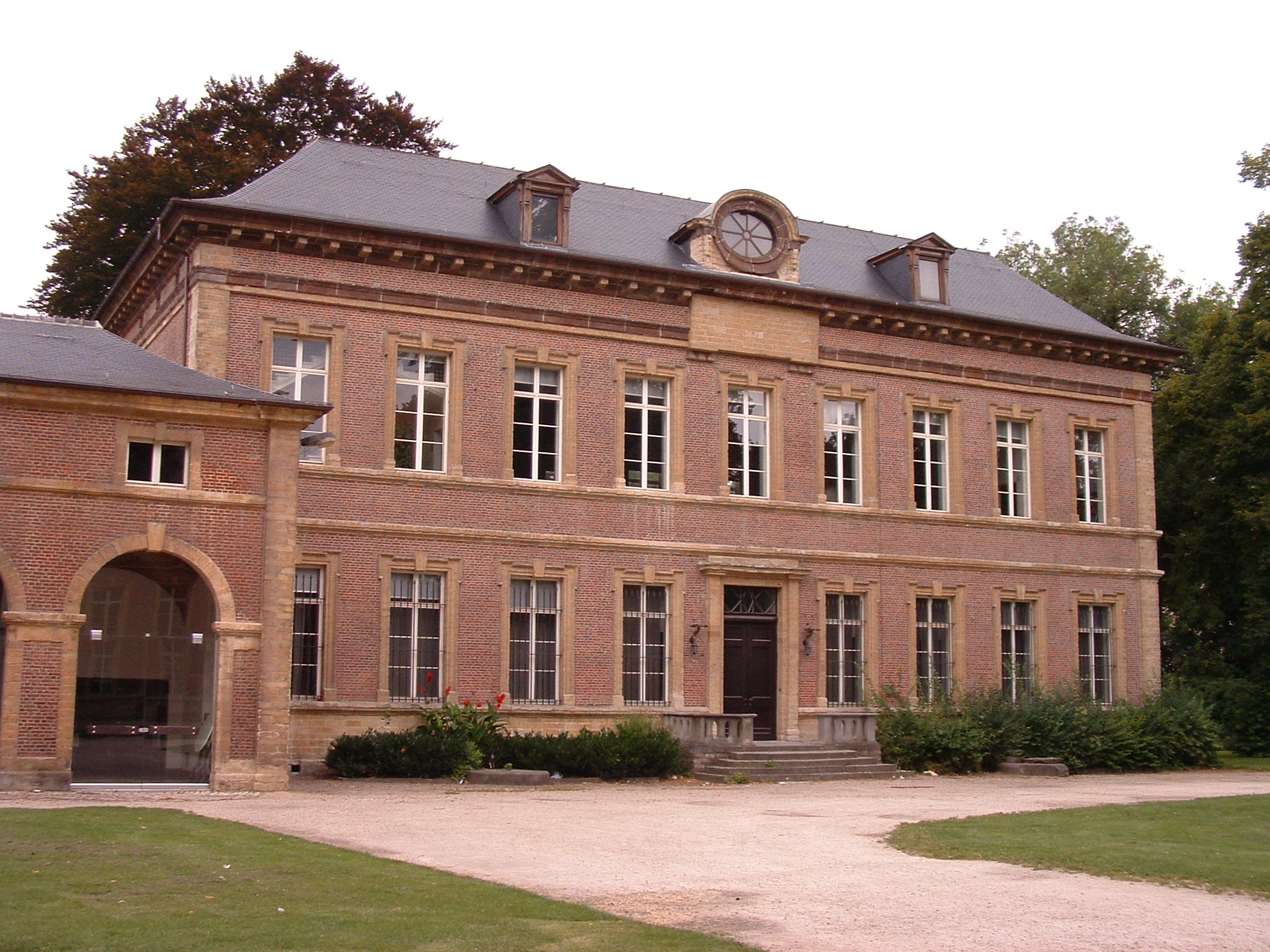
Gebouw van Dewez

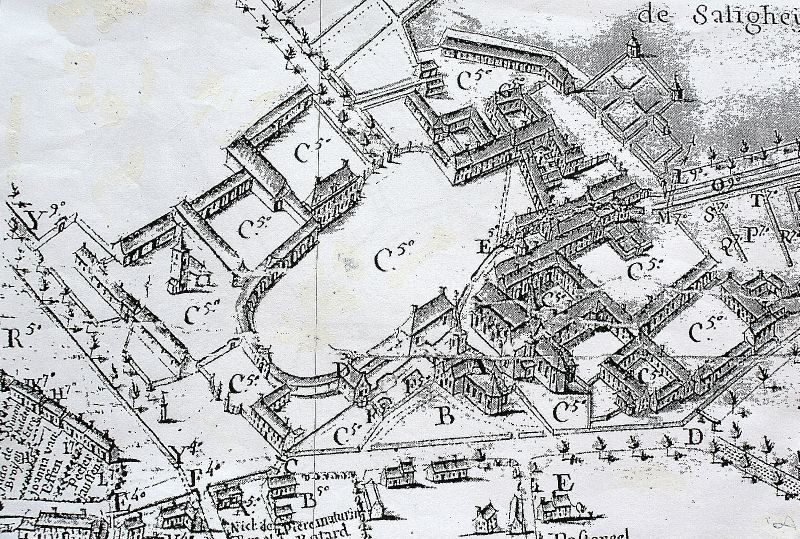
De abdij op het reconstructieplan van Dewez (ca. 1765)

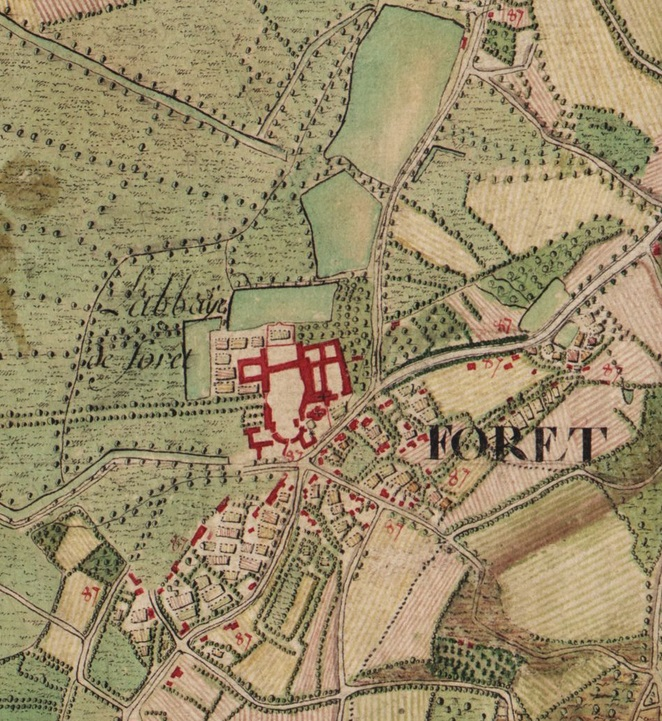
De abdij op de Ferrariskaart

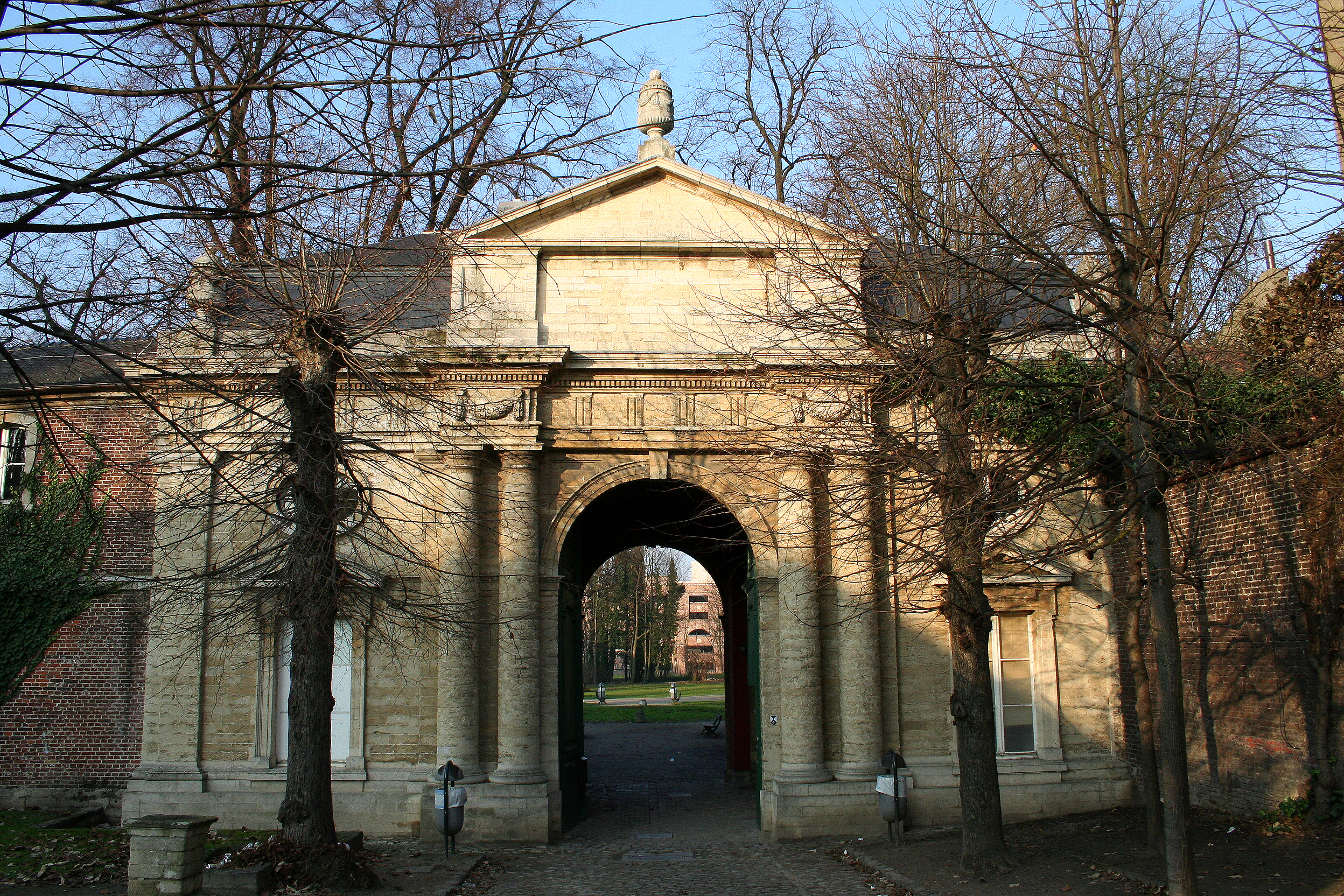
Toegangspoort

In de voormalige Abdij van Vorst huisden van 1105 tot 1796 benedictinessen. In de loop der eeuwen vergaarde de vrouwengemeenschap een zeer omvangrijk patrimonium. Ten zuiden van Brussel kwam enkel de abdis van Ter Kameren in de buurt van de macht en invloed van haar collega uit Vorst.
Slechts de 18e-eeuwse bijgebouwen van de abdij zijn bewaard. Ze zijn eigendom van de gemeente, die er een cultureel centrum heeft ondergebracht.

## Geschiedenis

### Stichting en vroege ontwikkeling
In 1096 deed Gilbert van Aalst een schenking aan de vooraanstaande Abdij van Affligem om een dochterpriorij op te richten in Meerhem bij Lede. Hij vertrok met de Eerste Kruistocht en wilde een onderkomen bieden voor de vrouwen die de kruisvaarders achterlieten, in de eerste plaats zijn moeder Oda en zijn zus Lutgard. Gilbert vond echter de dood en Fulgentius, de eerste abt van Affligem, liet de priorij overbrengen naar Vorst (een parochie die in 1105 door de bisschop van Kamerijk aan Affligem was overgedragen).
Het nieuwe terrein aan de Geleytsbeek lag in de beschermende nabijheid van het kasteel van de heren van Aa. In het dorp stond al een kapel gewijd aan Alena van Dilbeek en een recent parochiekerkje waar Sint-Denijs werd vereerd. Aanvankelijk werd dit gedeeld door zusters en parochianen, die elk over een eigen altaar beschikten, maar midden twaalfde eeuw kwam er een oplossing die beter strookte met de regels van het slotklooster. De benedictinessen incorporeerden het gebedshuis in hun domein en maakten er dus een binnekerke van. Even verderop verrees door toedoen van de parochianen een buitenkerk. Dit nieuwe gebouw was de huidige Sint-Denijskerk in haar eerste gedaante (waar later nog de Sint-Alenakapel tegenaan werd verplaatst). Ze maakte deel uit van de kloostermuur en had een noordelijke ingang voor de benedictinessen en een zuidelijke voor de parochianen.
Tot 1238 behield Affligem het gezag over de priorij. Daarna bekwamen de nonnen per pauselijke bul dat ze een volwaardige abdij werden onder het bisdom Kamerijk. De toenmalige priores, Petronella van Gent, werd in 1239 de eerste abdis.

### Bloei
Enkel zeer voorname dames konden intreden. De bezittingen van de abdij groeiden snel aan dankzij talrijke schenkingen, onder meer van de hertogen van Brabant en de burggraven van Brussel. Ze verwierf dertien domeinen en hoeven, waaronder grote delen van Vorst, in het huidige Erpe-Mere (zie Sint-Martinuskerk (Burst)) en Schaarbeek. Al in de dertiende eeuw was het geheel van kloostergebouwen af: kapittelzaal, bibliotheek, eetzaal, ziekenzaal, sacristie, voorraadkamer... Binnen de muren van het domein bevonden zich verder een bakkerij, paardenstallen, een molen, een brouwerij, hoeven en schuren...
Een 70 meter lange abdijkerk verving de eerste Sint-Denijskerk. Ze was klaar in 1447.

### Troebelen
In haar lange geschiedenis heeft de abdij verschillende moeilijke perioden gekend. In 1489-1490 werd ze geplunderd tijdens het conflict tussen de Franse koning Karel VIII en aartshertog Maximiliaan van Oostenrijk. Dit werd gevolgd door pest en hongersnood. Nog meer schade veroorzaakten de godsdienstoorlogen in de volgende eeuw. In 1566 moesten de kloosterlingen schuilen in Brussel en in 1582 werd hun abdij in brand gestoken. Ze keerden terug en begonnen de heropbouw in 1589. Nieuwe vernielingen volgden in 1684-1689 door de oorlogen van Lodewijk XIV. In 1764 brak er brand uit waarbij opnieuw een deel van de gebouwen werd verwoest.

### Herinrichting
In de 18e eeuw was de abdij nog steeds rijk, met alleen al aan grondbezit zo'n duizend hectaren. De toenmalige abdis Marie-Josèphe de Bousies de Rouveroy besloot om een het klooster op een moderne manier te structureren. Ze stelde architect Laurent-Benoît Dewez aan om een strak neoklassiek ontwerp te maken (1761) en landvoogd Karel van Lotharingen kwam op 12 september 1764 de eerste steen leggen. Het ereplein, omringd door gebouwen in een halve cirkel met aan de uiteinden twee gastenverblijven, werd afgewerkt, maar vanaf 1770 stokte het bouwtempo. Uiteindelijk bleven de gotische abdijkerk en de kruisgang ongewijzigd.

### Verdrijving van de zusters en sloop van de abdij
Dankzij haar onderwijsactiviteiten ontsnapte de abdij aan de hervormingen van keizer Jozef II, maar in de Franse Tijd kende haar bestaan een abrupt einde. In 1795 werden haar bezittingen aangeslagen en verkocht als nationaal goed. In 1796 werd de gemeenschap opgeheven, maar de zusters waren toen al met hun relieken naar Keulen gevlucht.
De kloostergebouwen werden in 1797 aangekocht door een aannemer voor hergebruik als bouwmateriaal. Tegen 1810 waren de abdij en haar kerk vernield. Enkel de meer recente gebouwen van Dewez bleven overeind. De zusters kwamen terug uit Duitsland en presenteerden op 17 juni 1823 de relieken aan de Vorstenaren. De laatste van hen stierf in 1837 en liet een trieste gedenkplaat na.

## Lijst van abdissen
De leiding over de abdij lag achtereenvolgens in handen van:
- Petronella, dochter van Zeger van Gent (aangesteld op 9 mei 1239)
- Heylwide de Bouterstin (in functie 1260-1294)
- Marie de Clebben
- Machtild van Asse
- Aleydis van Pollar
- Clarisse van Cattendyck
- Catherine de Beaufort
- Catherine van Keisterbeke
- Marguerite van Bouynes
- Yolenta van Ysche (overleden op 2 februari 1341)
- Jeanne van Huesdem (aangesteld op 14 maart 1341)
- Isabelle de Massemyn (overleden op 6 december 1384)
- Aleyde de Goer (aangesteld op 6 december 1385, overleden op 29 december 1385)
- Marie de Trazegnies (aangesteld op 27 november 1386, overleden op 14 oktober 1388)
- Marie Sconinckx (aangesteld op 14 oktober 1388, overleden op 6 september 1418)
- Catherine van Magdeghem (aangesteld op 7 september 1418, overleden op 10 september 1430)
- Elizabeth Sconinckx (aangesteld op 19 februari 1430, overleden op 19 augustus 1457)
- Marguerite van Schoers (aangesteld op 20 juli 1458, overleden in 1489)
- Catherine van Bouchout (overleden op 6 oktober 1498)
- Barbe van Leaucourt (afgetreden en overleden te Anderlecht in 1516)
- Margaretha I van Gavere, genaamd van Liedekerke (aangesteld op 24 juli 1500, overleden op 25 september 1541)
- Margaretha II van Gavere, genaamd van Liedekerke (overleden op 19 mei 1560)
- Françoise de la Douve (overleden op 3 april 1583)
- Adrienne du petit Cambrai (aangesteld op 27 september 1587, overleden op 6 november 1608)
- Maria de Taye (aangesteld op 29 januari 1609, overleden op 29 juli 1637)
- Françoise de Bette (aangesteld op 25 juli 1638, overleden op 29 augustus 1666)
- Catherine Quarré (aangesteld op 12 september 1667, overleden op 1 september 1668)
- Dorothée Christine d'Yves (aangesteld op 12 januari 1670, overleden op 15 oktober 1692)
- Agnes Scholastica de Riviere d'Arschot (aangesteld op 18 januari 1693, overleden op 19 februari 1712)
- Florence van Eyck (priores tijdens vijfjarig interregnum)
- Marie-Josephe d'Espinosa (aangesteld op 22 december 1716, overleden op 8 januari 1743)
- Jeanne-Thérèse de Roissin (aangesteld 9 juni 1743, overleden op december 1756)
- Françoise de Landas (aangesteld op 26 april 1757, overleden op 27 juli 1760)
- Marie-Josephe de Bouzies (aangesteld op 19 oktober 1760)
- Juana Francisca de Rueda de Conteras (in functie 1785–1796)

## Overblijfselen
De relieken en enkele kunstwerken (een 16e-eeuws polyptiek van Sint-Alena en een 12e-eeuws romaans kruis) kwamen terecht in de nabijgelegen parochiekerk. Het Groot Antifonarium van Vorst, een rijkelijk geïllustreerde reeks beurtzangen gemaakt voor Margaretha van Liedekerke, kwam terecht in de Abdij van Westmalle. Ook in het kasteel van baron De Decker zijn nog vele abdijsouvenirs te vinden. Het koorgestoelte werd overgebracht naar de Sint-Michiels- en Sint-Goedelekathedraal.
De resterende gebouwen werden in 1964 aangekocht door de gemeente Vorst. Ze werden gerestaureerd (1968) en ingericht als cultuurcentrum. Op de plaats van de vroegere abdijkerk bevindt zich nu een speelplein.

## Voetnoten
1. ↑  « A la mémoire des religieuses de l’illustre abbaye des Dames nobles de Forest qui reposent ici. Par V.M.F.S., leur dernière sœur. Puisse cette prière funéraire, gage de mes douloureux regrets, rappeler aux cœurs sensibles, le souvenir de leurs vertus et de leurs malheurs. RIP »
2. ↑  "Liste des Abbesses de la noble Abbaye de Forest", in: La vie et les miracles de Ste. Alene, vierge et martyre, Brussel, 1783, blz. 75-82
3. ↑  Dit is het "kasteel van de abdij van Vorst", Sint-Denijsplein 9.

Abdij van Vorst (1105) · Abdij Ter Kameren (1201) · Priorij Hertoginnedal (1262) · Priorij Groenendaal (1349) · Rood Klooster (1374) · Priorij Zevenborren (1388) · Priorij Ter Cluysen (1399) · Priorij Bois-Seigneur-Isaac (1416) · Klooster van Boetendaal (1467) · Kapucijnenklooster van Tervuren (1626)